# Juigné-sur-Sarthe
Juigné-sur-Sarthe ist eine französische Gemeinde mit 1.142 Einwohnern (Stand: 1. Januar 2022) im Département Sarthe in der Region Pays de la Loire. Sie gehört zum Arrondissement La Flèche und zum Kanton Sablé-sur-Sarthe. Die Einwohner werden Juignéens und Juignéennes genannt.

## Geographie
Juigné-sur-Sarthe liegt in der historischen Provinz Maine etwa 40 Kilometer westsüdwestlich von Le Mans an der Sarthe, der die südliche Gemeindegrenze bildet. Umgeben wird Juigné-sur-Sarthe von den Nachbargemeinden Auvers-le-Hamon im Norden und Nordwesten, Asnières-sur-Vègre im Nordosten, Avoise im Osten, Solesmes im Süden sowie Sablé-sur-Sarthe im Westen.

## Bevölkerungsentwicklung
| Jahr                       | 1962 | 1968 | 1975 | 1982 | 1990 | 1999 | 2006 | 2013 | 2020 |
| Einwohner                  | 958  | 904  | 820  | 797  | 1091 | 1167 | 1169 | 1141 | 1131 |
| Quellen: Cassini und INSEE |      |      |      |      |      |      |      |      |      |

## Sehenswürdigkeiten
- Pfarrkirche Saint-Martin, ursprünglich Teil eines Priorats, Glockenturm aus dem 11. Jahrhundert, de seit 1981 als Monument historique eingeschrieben ist
- Kapelle Notre-Dame-du-Nid, gegen 1937 errichtet
- Schloss Juigné aus dem 17. Jahrhundert, mit Park
- Herrenhaus Vrigné, Ende des 15. Jahrhunderts erbaut, seit 1989 als Monument historique klassifiziert
- Herrenhaus La Hartempied aus dem 19. Jahrhundert
- Herrenhaus in Maupertuis mit Wohnhaus aus dem 15. oder 16. Jahrhundert
- Haus Le Petit Villiers aus dem 15. oder 16. Jahrhundert
- Reste einer Burg aus dem 10. bis 13. Jahrhundert
- Ruinen der Kohlenzeche Alma, 1950 geschlossen
- Spielzeugmuseum

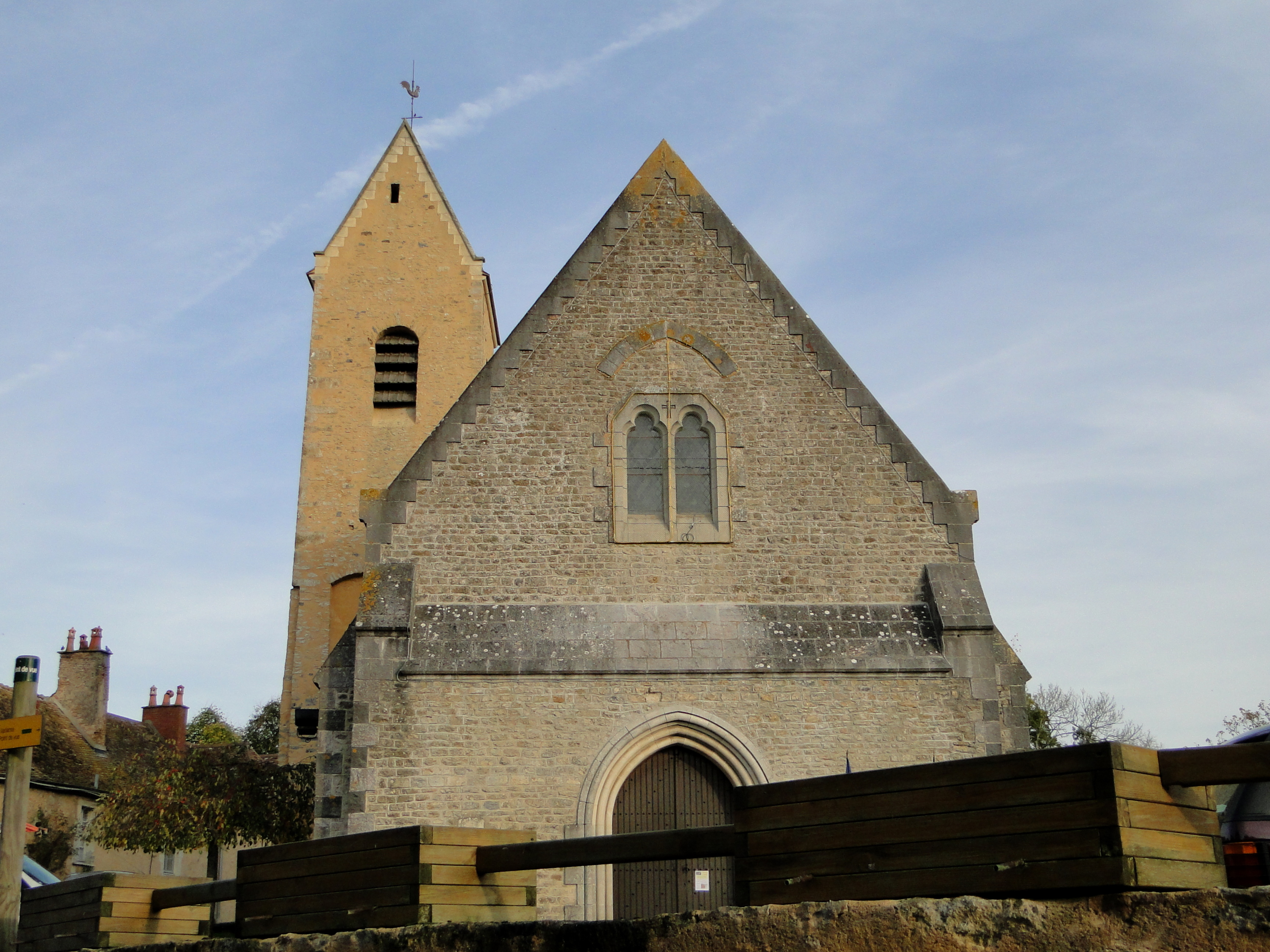
Kirche Saint-Martin
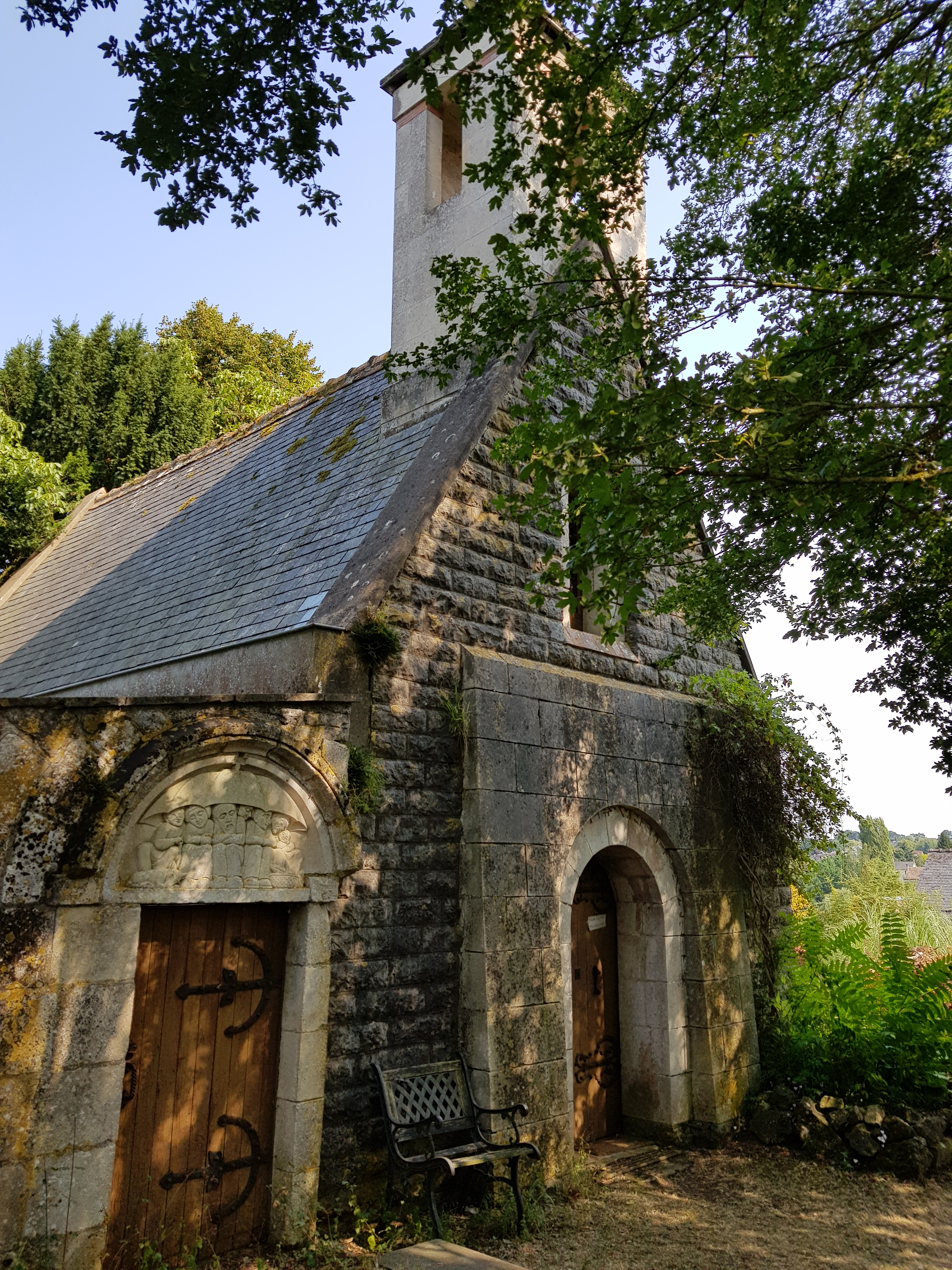
Kapelle Notre-Dame-du-Nid
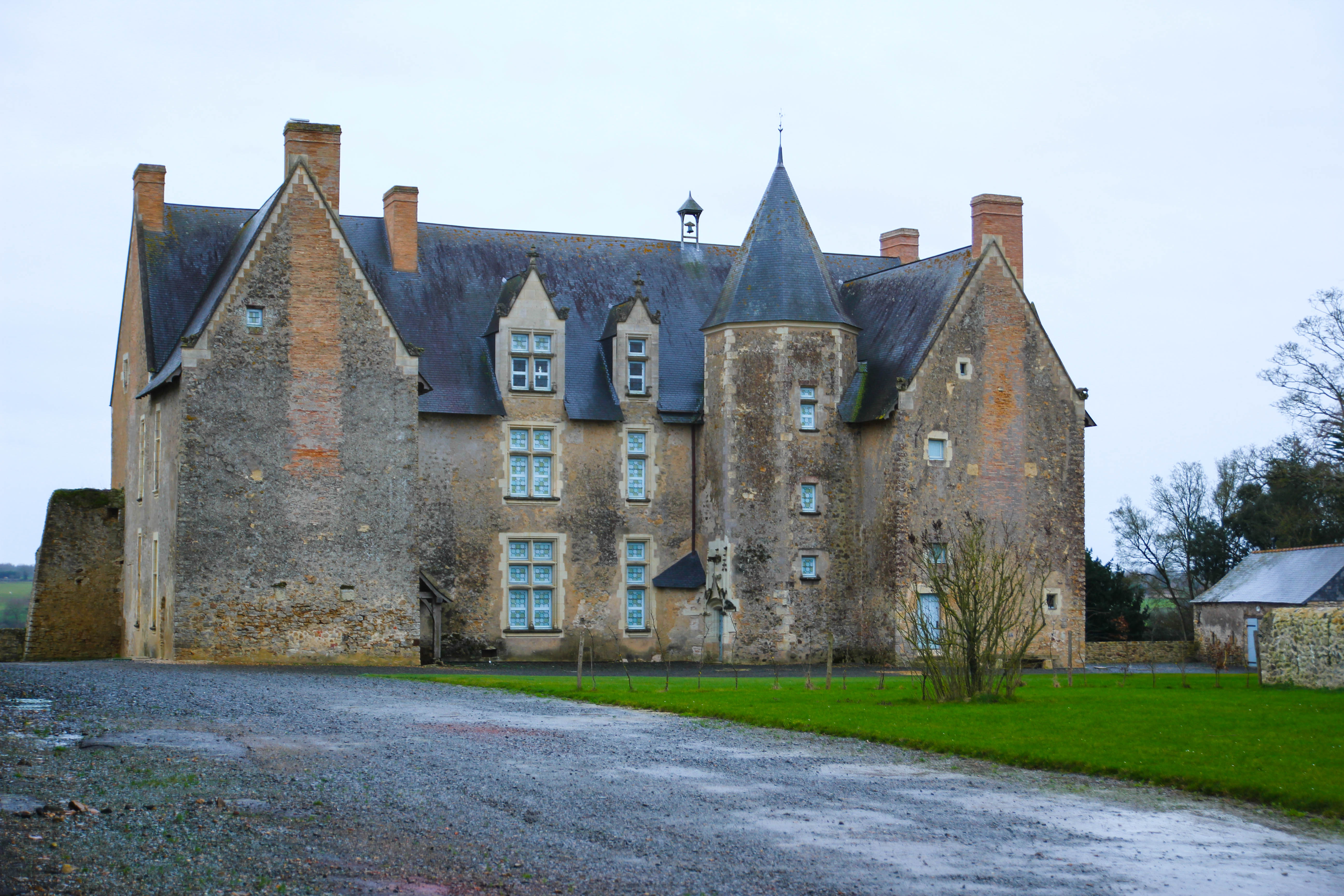
Herrenhaus Vrigné

## Gemeindepartnerschaft
Mit der griechischen Gemeinde Tsangarada (Thessalien) besteht eine Partnerschaft.